# Pahtajärvi (Pajala socken, Norrbotten, 754649-181132)
Pahtajärvi är en sjö i Pajala kommun i Norrbotten och ingår i Torneälvens huvudavrinningsområde.